# ماوکوو (استان ووتسکی)
ماوکوو (به لاتین: Małków) یک روستا در لهستان است که در گمینا وارتا واقع شده‌است. ماوکوو ۳۸۰ نفر جمعیت دارد.